# Calheta (Cabo Verde)
Calheta es una villa caboverdiana del municipio de Maio.

## Geografía
La villa está situada en la isla de Maio.

## Organización territorial
La villa abarca los lugares y barrios de:
- Calheta de Baixo (Baxona)
- Calheta de Cima (Ribona)
- Lém Tavares
- Ribinha